# História da América do Sul

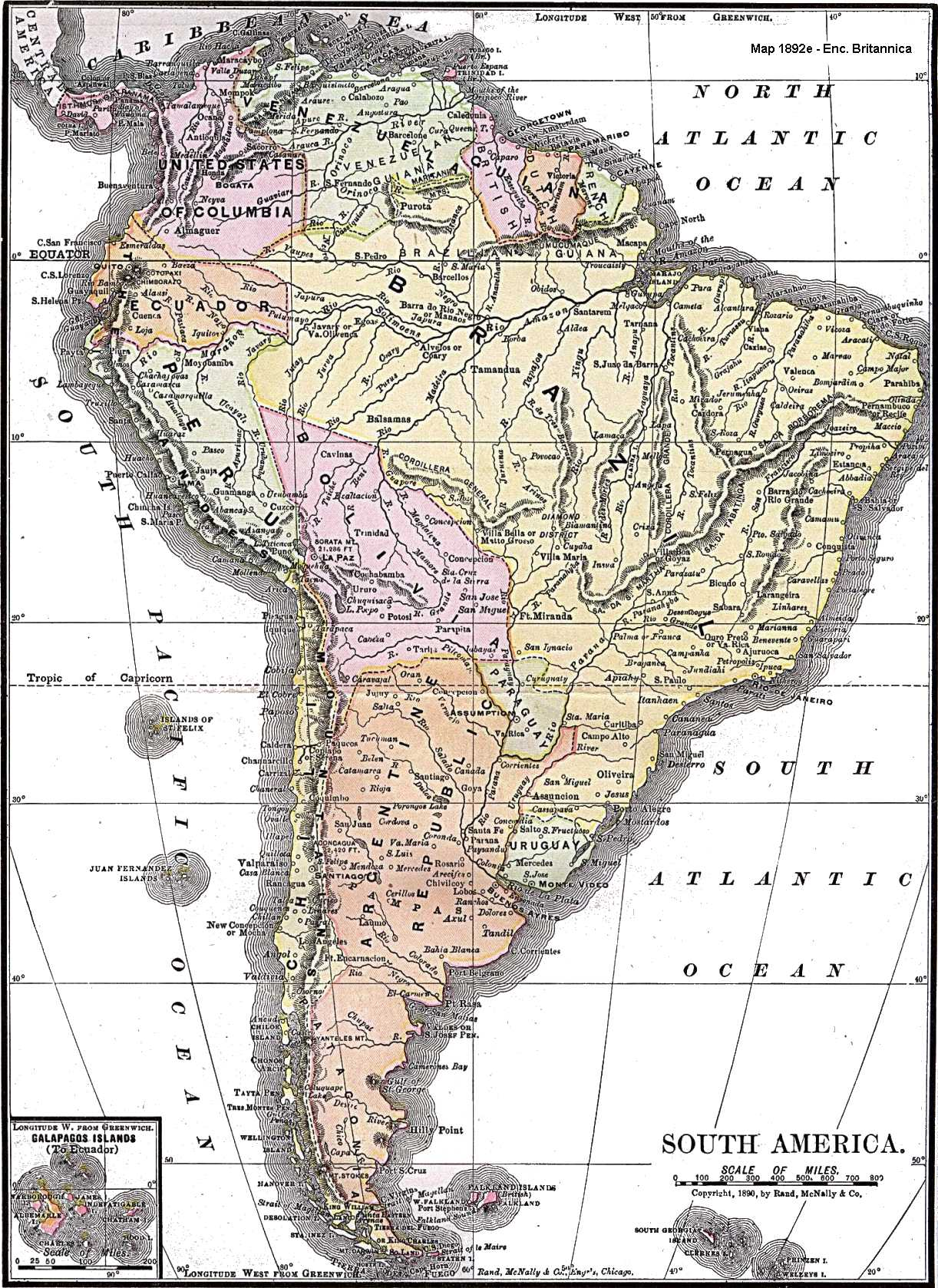
Mapa da América do Sul, de 1892.

A história da América do Sul é marcada por uma tendência de ascensão e declínio de impérios e dominações estrangeiras, desde a derrocada dos Incas, colonização e as guerras de independência, até mais recentemente, por sucessivas ondas de ditaduras e redemocratização. Apesar disso, embora muitas vezes se tratem os países da América do Sul como bastante similares e politicamente ligados, estes processos políticos não ocorreram de forma homogênea em todos os países — dos quais são exceções notáveis, ao longo dos séculos, o Brasil e as Guianas.

## Dispersão Humana

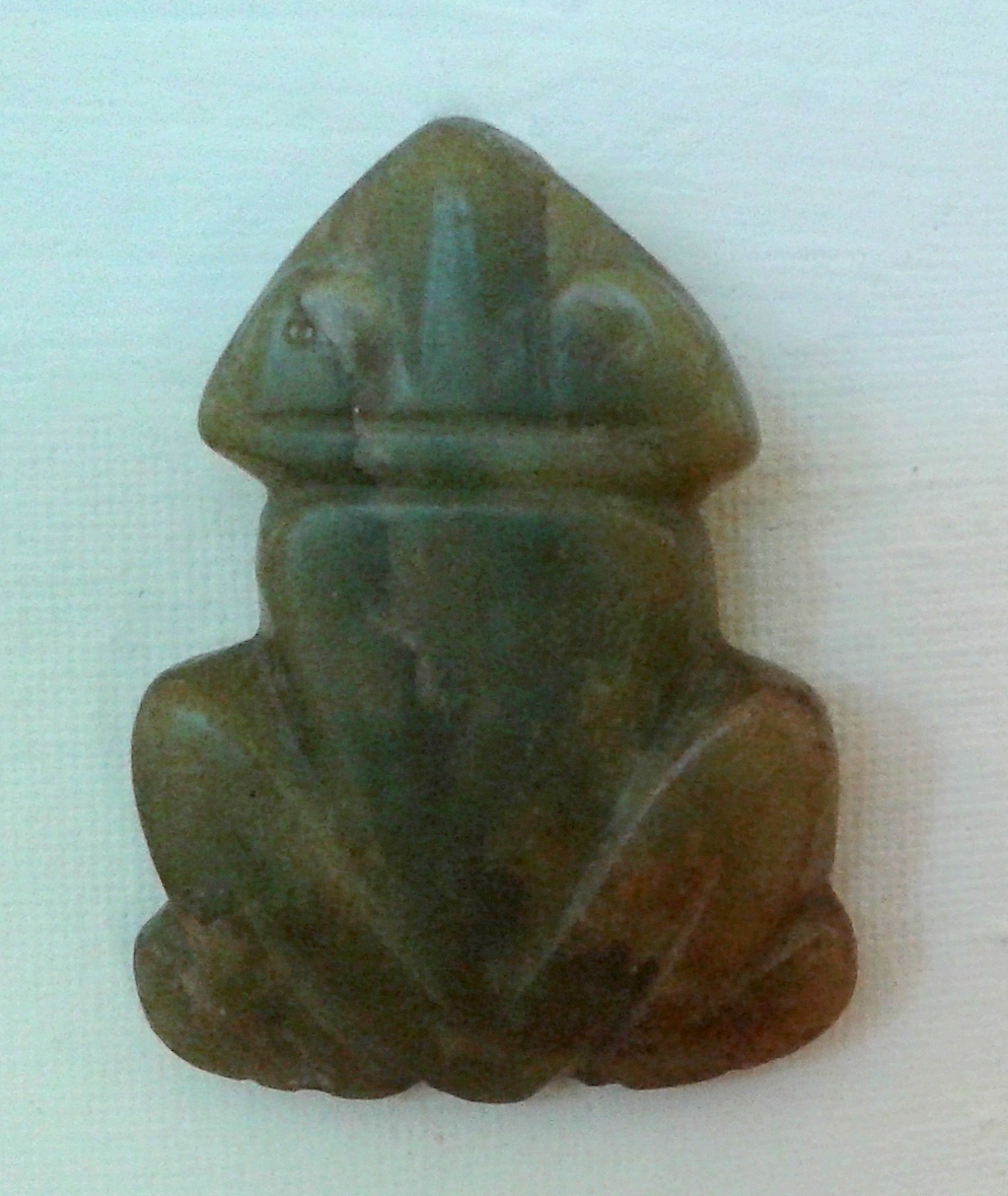
Muiraquitã em forma de rã usado pelos povos indígenas tapajós e konduris, que habitavam o Baixo Amazonas até a chegada do colonizador europeu

A América do Sul foi provavelmente o último continente do planeta a ser habitado por humanos, à exceção da Antártida. Segundo a teoria paleontológica mais consolidada, os primeiros habitantes do continente teriam chegado por terra, vindos da América do Norte e, antes disso, da Ásia por meio de uma ponte de gelo existente entre os dois continentes na última Era Glacial. Outras teorias, no entanto, especulam que a América do Sul poderia ter sido povoada por polinésios que teriam atravessado o Oceano Pacífico em jangadas de bambu.
As primeiras evidências de ocupação humana datam de 6500 a.C., por vestígios de agricultura: batata e feijão eram cultivados na bacia do Amazonas. Outros vestígios, de cerâmica, indicam que o cultivo da mandioca (até hoje alimento básico no continente) existiu desde pelo menos 2000 a.C.. Nesta época, já havia várias aldeias nos Andes e arredores.
Nos rios e no litoral (principalmente no Pacífico), consolidou-se a pesca, que ajudou a ampliar a base alimentar. Lhamas e alpacas foram domesticados a partir de 3500 a.C., servindo para a produção de carne, lã e como transporte.
Por volta do ano 1000, mais de dez milhões de pessoas habitavam o continente, concentrados principalmente na Cordilheira dos Andes e no litoral norte, banhado pelo Mar do Caribe. As demais regiões eram de povoamento mais esparso e nômade, como a Amazônia, o litoral Atlântico, o Planalto Central, o Altiplano, o Chaco e, finalmente, os Pampas, a Patagônia e o Atacama no chamado Cone Sul.

## Civilizações nativas

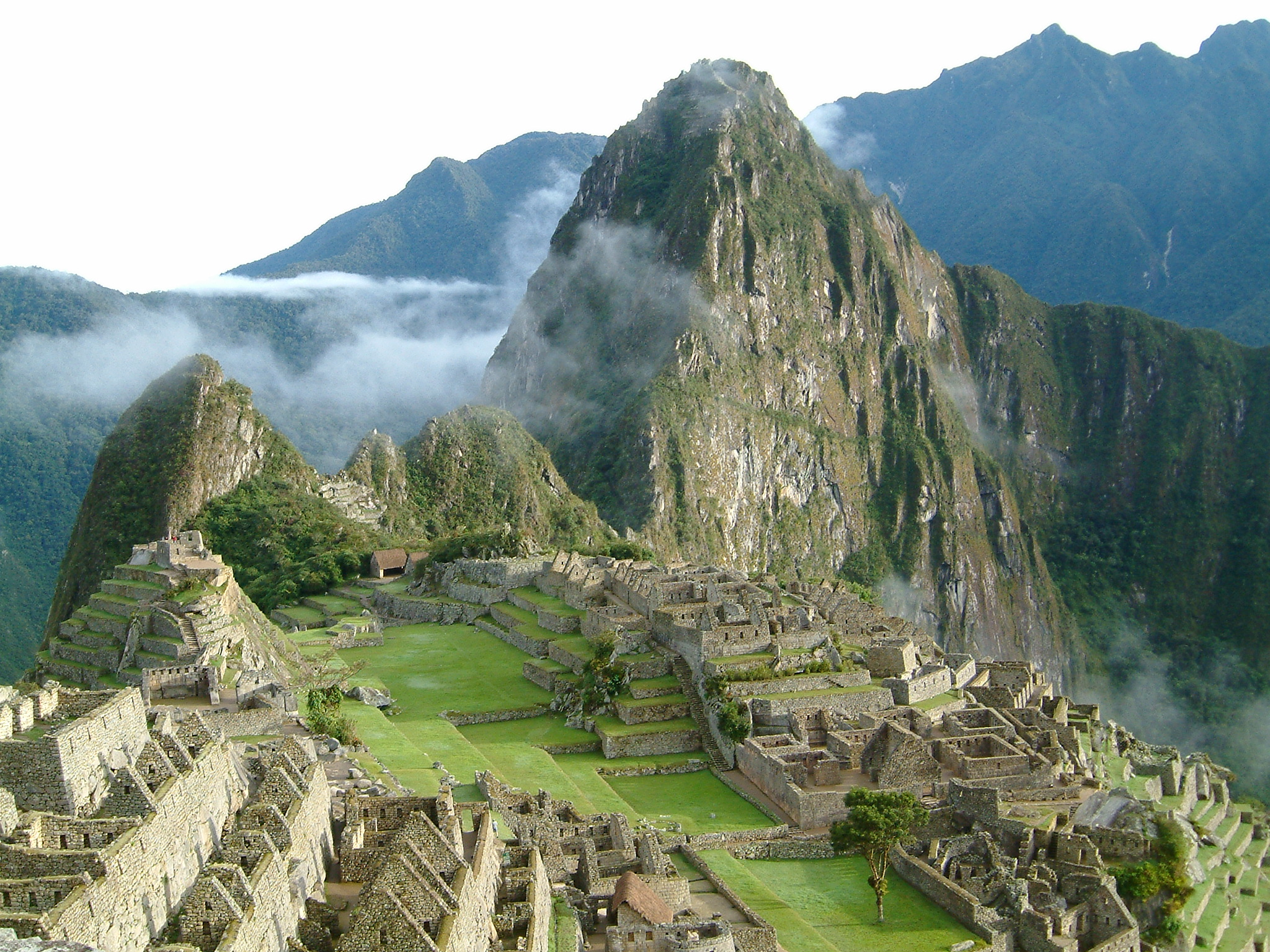
Machu Picchu, construção inca.

Os chibchas ou muíscas foram uma das principais civilizações indígenas pré-incaicas, concentrados na atual Colômbia. Lá estabeleceram uma confederação de vários clãs (cacicazgos) com uma rede de comércio entre elas, além de ourives e agricultores. Junto com os quíchuas nos Andes e os aimarás no Altiplano, formavam os três grupos sedentários mais importantes do continente.
A cultura Chavín, no atual Peru, estabeleceu uma rede comercial e agricultura desenvolvida a partir de 900 a.C., de acordo com estimativas e descobertas arqueológicas. Foram encontrados artefatos num sítio chamado Chavín de Huantar, a uma altitude de 3.177 metros. A civilização durou até 300 a.C..
Além destes e antes dos incas, houve outras civilizações (povos organizados em cidades, não em tribos e aldeias) sul-americanas, como os caral-supe ou Norte Chico (2500 a.C. - 1500 a.C., no centro do Peru), a cultura de Valdivia (no Equador), os moches (100 a.C. - 700 d.C., no litoral norte do Peru), a cultura tihuanaco ou tiwanaku (100 a.C. - 1200 a.C., na Bolívia), a cultura Paracas-Nazca (400 a.C. - 800 d.C., no Peru), o Império Huari (600 - 1200 d.C., no centro e norte do Peru), o Império Chimu (1300 - 1470, litoral norte peruano), os chachapoyas (1000 - 1450, na Bolívia e sul do Peru).
Outros povos importantes mas que não chegaram a ser civilizações eram os tupis (do litoral Atlântico à Amazônia), os guaranis (na bacia do rio Paraná), os jês (na Amazônia e Planalto Central), os aruaques e caribes (no Planalto das Guianas e litoral caribenho), os mapuches (na Patagônia) e os aimarás (no Altiplano).

## 1100-1532: ascensão do Império Inca
Originalmente, os incas eram um clã específico entre o povo quíchua, que habitava os Andes. Estes eram uma civilização, de fato, na medida em que construíam e viviam em cidades (diferentemente dos indígenas da Amazônia e do Atlântico). Baseados em Cuzco, eles ascenderam ao poder e formaram um exército poderoso o suficiente para subjugar outras tribos e povos vizinhos, como os aimarás, os chibchas, os moches e os chavíns, entre outros.
Enquanto a Europa vivia o período da Idade Média, os incas formaram um império que se estendia pela maior parte do litoral ocidental (Oceano Pacífico) do continente. Embora sem conhecerem a escrita nem a roda, os incas e os povos subjugados construíram um Estado altamente avançado, de administração centralizada, com sistemas de estradas, irrigações, cidades e palácios, e relações com os povos ao redor semelhantes às que havia entre os romanos e os "bárbaros" e "federados". O império era chamado de Tahuantinsuyu, ou "Estado dos quatro cantos do mundo".
Em 1530, o Império Inca estava em seu auge, com o imperador Huayna Capac. Este, no entanto, ao morrer deixou como herança um império partilhado entre seus filhos Huáscar (com o sul) e Atahuallpa (com o norte), o que ocasionou uma guerra civil entre os dois irmãos. Foi nesse contexto que os Espanhóis chegaram.

### 1500: Vinda de Pedro Álvares Cabral e Vicente Yáñez Pinzón

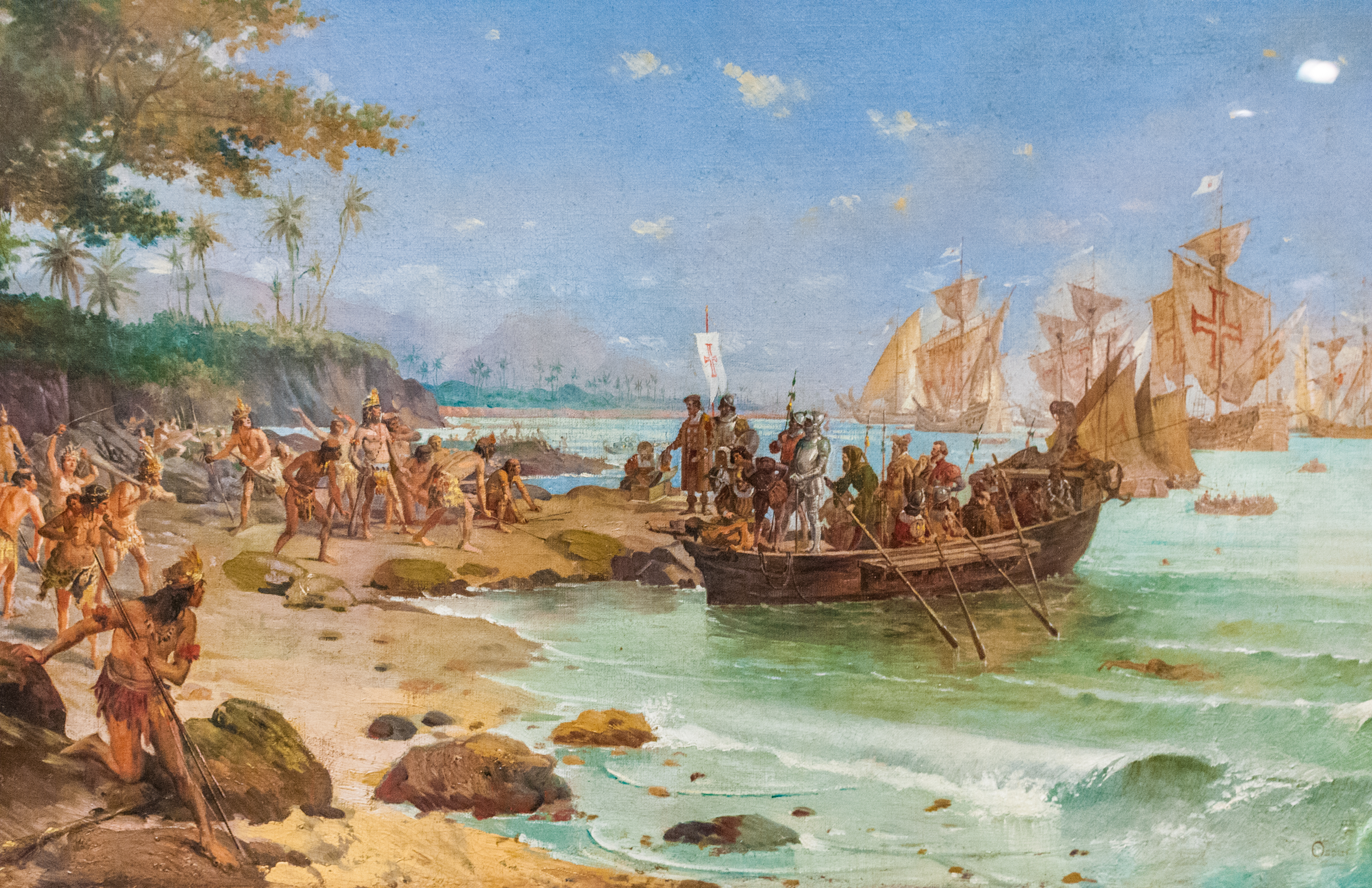
Pedro Álvares Cabral desembarcando no Brasil. (Quadro de Oscar Pereira da Silva.)

O navegador e explorador português, Pedro Álvares Cabral, foi um dos primeiro europeus a chegarem no que hoje é a América do Sul, na cidade de Porto Seguro, Bahia, Brasil. No dia 22 de abril de 1500, enquanto Cabral e sua tripulação tentava chegar as Índias, ele sem querer acaba embarcando no Brasil. Cabral da o nome daquela terra de Ilha de Vera Cruz, posteriormente de Terra de Santa Cruz. O nome "Brasil" surgiria alguns anos após a colonização portuguesa, na metade do século XVI.
Outro navegador, cujo é bastante desconhecido na história, é o navegador e explorador espanhol Vicente Yáñez Pinzón, que chegou ao Brasil em 26 de janeiro de 1500, em Recife, Pernambuco, Brasil. A história diz que Pinzón não reclamou estas terras à Espanha por conta do Tratado de Tordesilhas, estas terras que Pinzón chegou, deveriam ser de posse portuguesa e não espanhola por conta do tratado.

### 1528-1556: Klein venedig

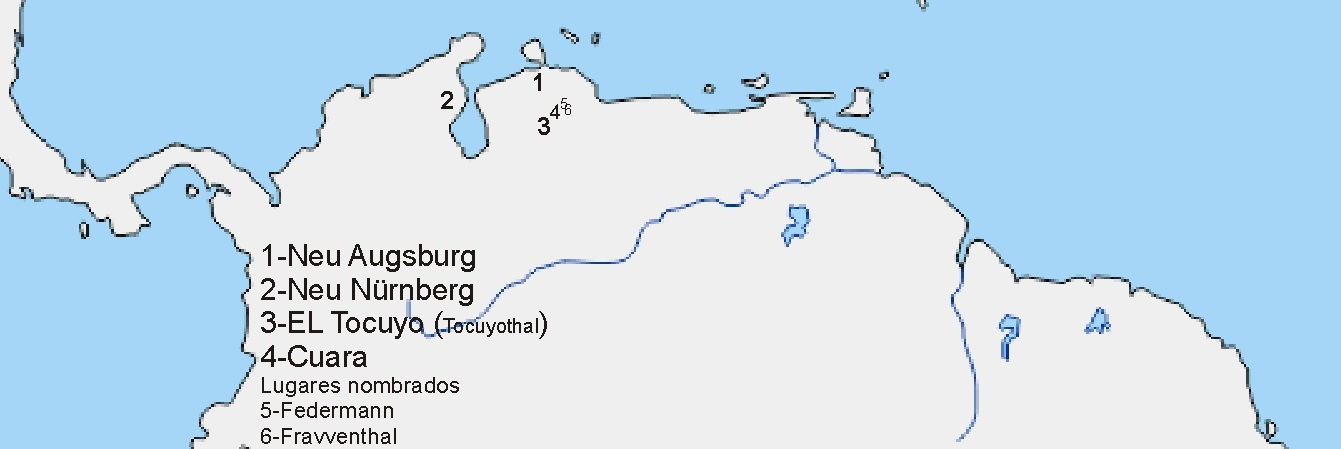
Mapa da colônia.

Klein venedig foi uma colônia alemã pertencente ao Sacro Império Romano-Germânico, atualmente, o território corresponde à o que hoje é a Venezuela. Durou de 1528 à 1546, a ideia de um Império Colonial Alemão nas Américas acabou em 1556, o sacro-imperador romano germânico, Carlos V, lutou e tentou diversas vezes a construção de uma colônia do Sacro Império permanente na América, tal ideia nunca realmente se concretizou.

## 1532-1580: conquista ibérica
De acordo com registros não oficiais, o primeiro registro visual do continente por europeus aconteceu em 1498, pelo navegador português Duarte Pacheco Pereira. Nos anos seguintes, o espanhol Vicente Yáñez Pinzón, o genovês Cristóvão Colombo e o português Fernão de Magalhães, todos a serviço de Castela, costearam e exploraram o litoral sul-americano em diferentes pontos. Em 1500, Pedro Álvares Cabral chega oficialmente ao Brasil e toma posse da nova terra para Portugal. Explorações continuaram nos anos seguintes, com Sebastião Caboto, Diogo Botelho Pereira, Nicolau Coelho, Alonso de Ojeda, Francisco de Orellana, entre outros.
Em 1494, face ao achamento do Novo Mundo por Colombo, Portugal e Castela se apressaram em negociar a partilha das novas terras. A divisão do planeta em dois hemisférios foli oficializada no Tratado de Tordesilhas, auspiciado pelo papa espanhol Alexandre VI. As demais potências europeias, como a França, no entanto, se recusaram a aceitar validade do tratado, como explicitado na declaração do rei Francisco I de França, que ironizou os reinos ibéricos por não ter visto "o testamento de Adão" que lhes legava de herança o mundo inteiro. Na mesma intenção, o britânico Walter Raleigh explorou a costa norte do continente, do Orinoco ao Amazonas.

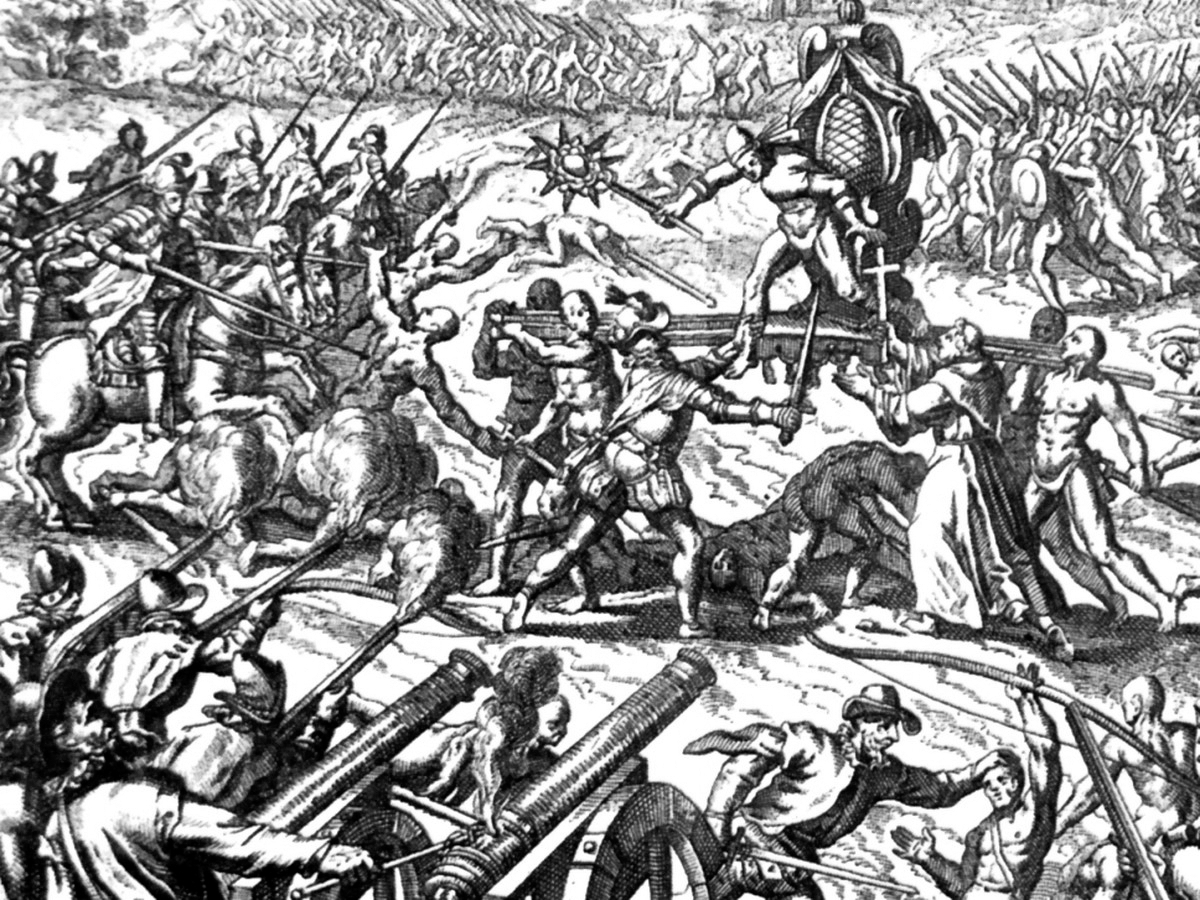
Tropas de Pizarro atacando os incas.

Os espanhóis, estimulados pelo sucesso de Cortés no México (contra os astecas), descem pelo Panamá e desembarcaram na costa do Império Inca, liderados por Francisco Pizarro, Gonzalo Pizarro, Hernando de Soto e Diego de Almagro. Numa rápida guerra, sequestraram e executaram o imperador, Atahuallpa, e destróem o maior Estado da América de então. As décadas seguintes assistiram ao massacre sistemático e ao genocídio dos povos nativos (por meio de ataques ou transmissão de doenças contra as quais não tinham imunidade), especialmente nas zonas de ocupação portuguesa, onde até hoje a população indígena foi praticamente aniquilada e não deixou vestígios nos traços étnicos da população. A conquista resultou num violento decréscimo demográfico, reduzindo drasticamente a população do continente.

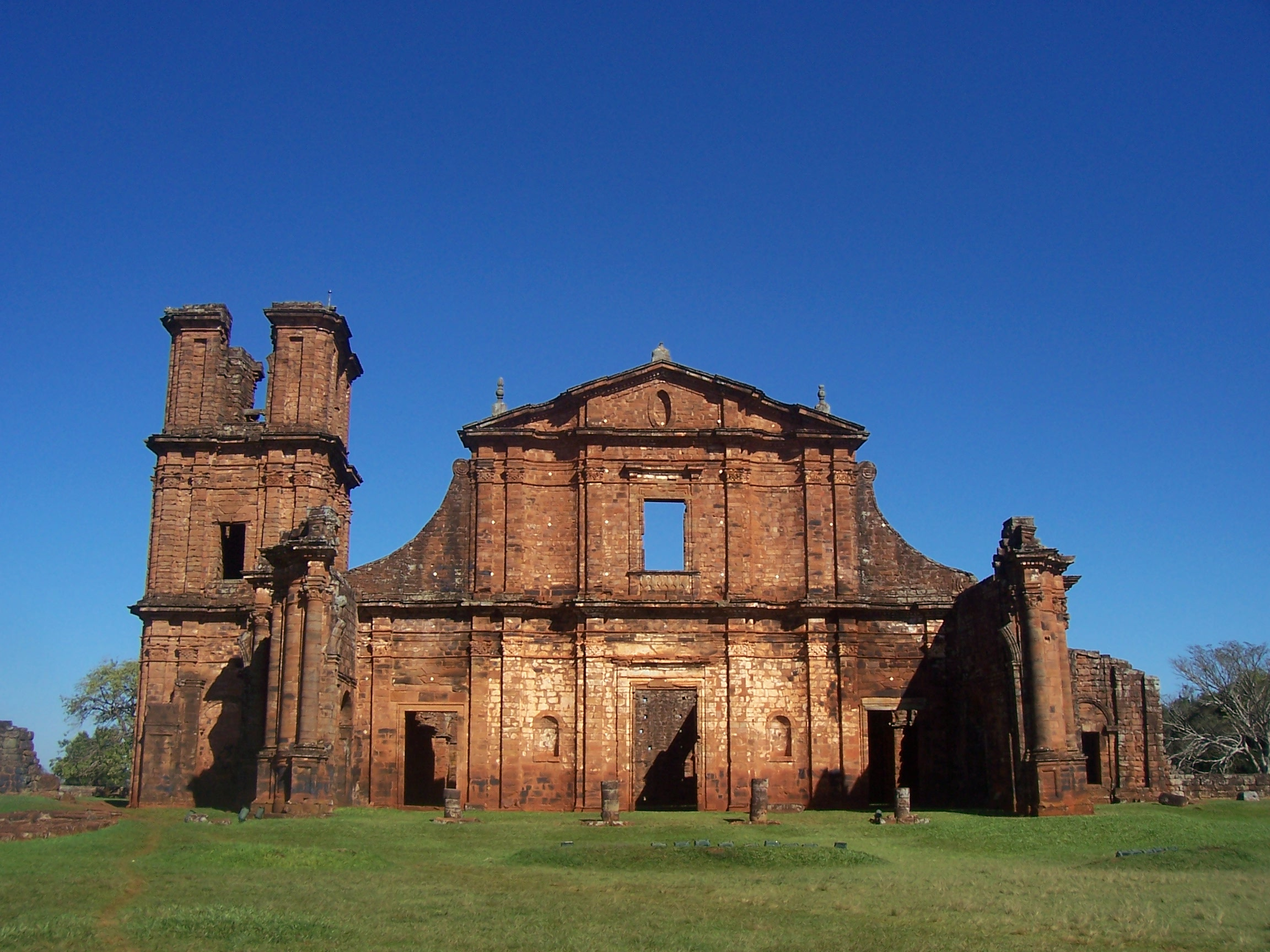
Ruínas da missão de São Miguel.

A América do Sul ficou dividida praticamente entre os dois reinos ibéricos, com áreas de colonização litorânea ocidental-pacífica para Castela e a oriental-atlântica para Portugal. Espanhóis se instalaram no Prata, no Caribe e nos Andes, utilizando a infraestrutura de cidades e transportes dos incas, além de iniciar a exploração de minas de prata em locais como Potosí. Já os portugueses investiram principalmente no extrativismo de pau-brasil e, mais tarde, na plantação de cana-de-açúcar. A ocupação portuguesa, a princípio, foi exclusivamente concentrada na faixa litorânea. O planalto das Guianas foi ocupado por ingleses (no Orinoco e Essequibo) e franceses (no Oiapoque e Maroni), mais tarde acrescentados dos holandeses.
A colonização ibérica também trouxe o proselitismo religioso, com a fundação de missões católicas para conversão dos nativos. O trabalho foi conduzido especialmente pelos jesuítas, membros da Companhia de Jesus fundada pelo espanhol Inácio de Loyola. Os jesuítas, como Bartolomeu de las Casas, tiveram papel fundamental na defesa dos indígenas contra a exploração por trabalho escravo. Povos como os guaranis, na bacia do Paraná, foram protegidos durante três séculos pelos missionários. Isso estimulou a compra de africanos para trabalhar nas áreas de colonização (principalmente de plantação de cana-de-açúcar), o que fez crescer o tráfico negreiro da África para a América do Sul.

### 1555-1575: França Antártica
A França Antártica, foi uma das primeiras colônias do Reino da França na América, a colônia se localizava na Baía do Rio de Janeiro, a França, possuía apoio da população nativa, os Tamaios, fundaram a colônia em 1555 e durou até circa 1575. Os franceses possuiam dificuldades em administrar o território, por conta de invasões do Reino de Portugal, ou invasões de índios ao local. A França Antártica foi importante na fundação da Cidade do Rio de Janeiro, em 1 de março de 1565, na época, chamada de São Sebastião do Rio de Janeiro. A França deixou de colonizar a região por conta da Guerra de Cabo Frio, onde foi uma guerra entre Portugal e Índios contra a França e Tamaios, quando a França foi expulsa pelos portugueses.

## 1580-1703: disputas coloniais

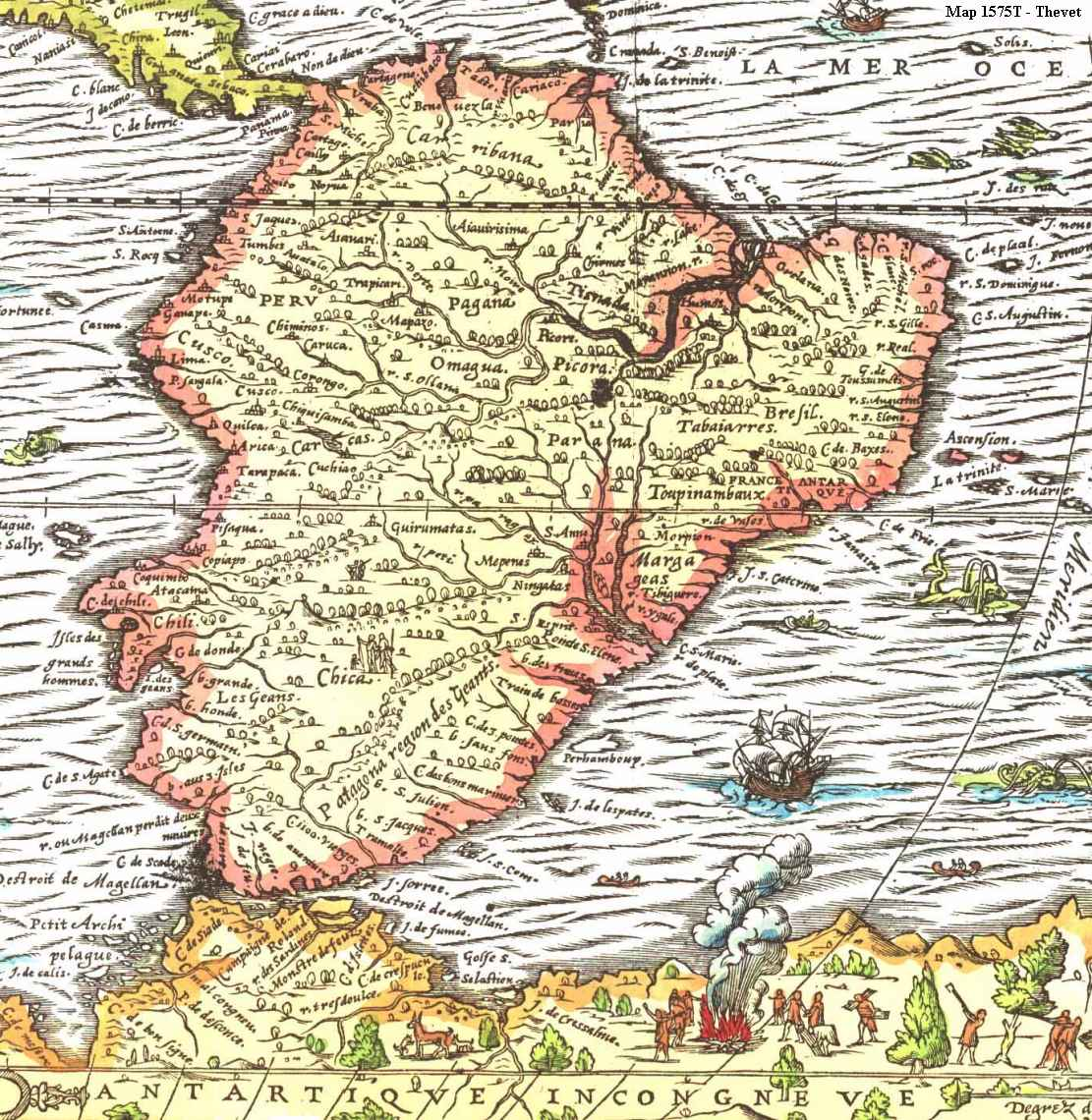
Mapa da América do Sul, de 1575.

A União Ibérica, formada a partir de 1580, extingue na prática as fronteiras das zonas de colonização na América do Sul, alterando profundamente a dicotomia de ocupação até então existente entre lusos e castelhanos. Os dois povos, subordinados à mesma coroa, ganham a permissão de transitar livremente entre as duas áreas colonizadas — embora, na prática, o intercâmbio humano seja pouco.
A principal mudança da União Ibérica é que Portugal passa a ser inimiga dos adversários da Espanha, como Inglaterra e as recém-emancipadas Províncias Unidas dos Países Baixos. Com isso, potências como Inglaterra, França e Holanda invadiram e ocuparam áreas de dominação dos reinos ibéricos, como na Guiana, em Pernambuco e nas ilhas Malvinas, além de várias ilhas no Caribe. Os espanhóis não recuperam mais estas terras, enquanto os portugueses só conseguem expulsar os invasores após a recuperação da independência com a Revolução de 1640 (ver Guerra contra os holandeses).
A divisão administrativa das colônias criou, do lado espanhol, o Vice-Reino do Prata (atuais Argentina, Uruguai e Paraguai), o Vice-Reino de Nova Granada (atuais Colômbia, Venezuela, Equador e Panamá), o Vice-Reino do Peru (atuais Peru, Bolívia e norte do Chile) e a Capitania Geral do Chile, enquanto o lado português teve o Estado do Maranhão e o Estado do Brasil, depois unificados sob o Vice-Reino do Brasil.
Aos poucos, surgiu uma nova classe social e étnica, a partir da miscigenação entre colonos ibéricos e os índios: os mestiços ou gentio (na América Portuguesa) e os mestizos ou criollos (na América Hispânica). Nas áreas de escravidão, ocorreu o mesmo entre europeus e africanos, dando origem aos mulatos, cafuzos e mamelucos. Assim como os nativos, os mestiços eram forçados a pagar impostos abusivos, mas tinham mais acesso à cultura e de certa forma se viam herdeiros do patrimônio cultural católico e europeu. Aos poucos, esta "casta" começou a se rebelar contra o sistema de dominação colonial.

## 1703-1810: revoltas coloniais
O século XVIII viu as revoltas de Tupac Amaru, no Peru, de Tupac Katari, no Alto Peru (Bolívia) e de Felipe dos Santos e a Inconfidência Mineira, no Brasil, contra as injustiças cometidas pelo governo colonial. As revoltas foram uma reação à política do despotismo esclarecido que, a partir da Europa, tentava maximizar os lucros obtidos com a exploração em suas colônias, especialmente na área mineral (ouro, prata e diamantes).
Os tratados de Utreque, em 1713, e de Madri, em 1750, procuram delimitar as novas fronteiras da divisão do continente entre as duas monarquias ibéricas, sem contudo conter novos conflitos. No século XVII, as missões jesuíticas no Paraná e Paraguai começaram a ser incômodas para os colonizadores, que ainda pretendiam usar os indígenas como escravos. A disputa levou às Guerras Guaraníticas, só terminada com o Tratado de Santo Ildefonso, em 1777.

## 1810-1828: libertação sul-americana

Formação dos estados sul-americanos de 1700 até hoje.

As Guerras Napoleônicas submeteram Portugal e Espanha à ocupação (e, no caso desta última, ao domínio político) por parte da França, então em guerra contra a Inglaterra. Isto levou ingleses a atacarem terras sul-americanas sob controle espanhol, como no bombardeio a Buenos Aires, em 1810. O fato de o trono em Madri estar ocupado por um fantoche de Napoleão foi aproveitado pelas colônias hispânicas para ignorar a autoridade da metrópole e agir com maior autonomia. O caso português, no entanto, era ímpar, pelo fato de o trono ter-se transferido oficialmente para território da colônia no Brasil (elevado à categoria de reino em 1815). Com a restauração das monarquias soberanas, entre 1811 e 1814, os colonizadores tentaram restaurar o sistema rígido colonial, o que provocou revoltas.
O bacharel Simón Bolívar, nascido na Nova Granada e que estudara na Europa, e o platino José de San Martín, além de Bernardo O'Higgins do Chile, se encarregam de organizar os exércitos coloniais que enfrentam, durante quase 10 anos, as tropas enviadas por Madri para garantir o controle sobre a América. Pouco a pouco, libertam e conquistam, militarmente, a independência dos vários vice-reinados e capitanias sul-americanos, que passam a ser repúblicas.
No Brasil, a independência foi batalhada entre 1817 e 1825 (ano do reconhecimento por Portugal) por representantes das elites nativas, principalmente na Bahia, em Pernambuco e em São Paulo, por nomes como Cipriano Barata, Frei Caneca e José Bonifácio, mas acabou só sendo efetivada por iniciativa do próprio herdeiro do trono colonizador, o então príncipe-regente Pedro de Alcântara que se coroou imperador D. Pedro I em 1822.
As Guianas inglesa, holandesa e francesa continuaram sob suas metrópoles. As duas primeiras só ficariam independentes na segunda metade do século XX (Guiana em 1966 e Suriname em 1975), enquanto a terceira ainda é um departamento ultramarino da França.

### 1809-1825: Independência da Bolívia
A Bolívia proclamou sua independência em 1809, porém, somente em 6 de agosto de 1825 a independência é reconhecida pela Espanha.[carece de fontes?] Simón Bolívar, o mesmo que havia libertado a Colômbia e Venezuela anos antes, foi também importante na sua independência e homenageado no nome da Bolívia.[carece de fontes?]

### 1810-1819: Independência da Colômbia
A Independência da Colômbia começou após uma crise institucional na Espanha, quando Simón Bolívar e Francisco de Paula Santander, lutam na batalha mais decisiva da independência da Colômbia, a Batalha de Boyacá, ganhando a batalha. Após a batalha, o Vice-Reino de Nova Granada se torna uma república na Grã-Colômbia, uma união da Colômbia, Venezuela, Panamá (Parte da Colômbia até 1903) e Equador.

### 1810-1816: Independência da Argentina/Províncias Unidas
A independência da Argentina, na época da independência, chamada de Províncias Unidas do Rio da Prata, aconteceu durante uma guerra de independência entre a Argentina e a Espanha por 6 anos, antes da independência, a Argentina era chamada de Vice-Reino do Rio da Prata. No final da guerra, foi reconhecido formalmente a independência da Argentina como nação, e a abolição parcial da escravidão no país.

### 1811: Independência do Paraguai
A Independência do Paraguai aconteceu devido à Revolução de Maio de 1811, inicialmente, era proposto que o Paraguai fizesse parte de Confederação entre as Províncias Unidas do Rio da Prata, porém, essa confederação não aconteceu à objetivos diferentes de Buenos Aires e Assunção. Porém, houve o reconhecimento da independência do Paraguai por ambas as partes.

### 1817-1818: Independência do Chile
A Independência do Chile aconteceu entre 1817 até 1818. A independência foi feita por Bernardo O'Higgins, que libertou o país do Império Espanhol, até o ano de 1823, O'Higgins governou o Chile com um governo ditatorial.

### 1817: Revolução Pernambucana
Durante o período da história de Portugal e Brasil, chamada de Reino unido de Portugal, Brasil e Algarve, cujo foi um reino unido da coroa portuguesa com a Colônia do Brasil. Havia um sentimento iluminista e republicano na Capitânia de Pernambuco, que queria o separatismo de Pernambuco de Portugal, a revolução aconteceu por conta de gastos da coroa enquanto a região sofria uma crise de açúcar. Então, em 6 de março de 1817, a revolução pernambucana eclodiu quando foi proclamada a Confederação do Equador, uma república que era uma união das capitânias de Pernambuco, Ceará, Alagoas (então parte da Capitânia de Pernambuco), Rio Grande do Norte e Paraíba. A Confederação do Equador perde a revolução em 20 de maio de 1817, um mês depois do início de sua independência. A Capitânia de Pernambuco foi considerada a responsável por toda a revolução, como punição, perderam territórios que atualmente são do oeste da Bahia, no Rio São Francisco, e é criado o Alagoas no sul de Pernambuco.

### 1821-1822: Independência do Peru
A Independência do Peru começou em 1821 e terminou em 1822, quando o general argentino José de San Martín declarou a independência em 28 de julho de 1821. O Peru foi oficialmente reconhecido como país em 1824, quando os últimos pedaços de terra do Vice-Reino do Peru são dominados.[carece de fontes?]

### 1822-1825: Independência do Brasil

Quadro Independência ou Morte de Pedro Américo, representando a independência do Brasil.

A Independência do Brasil, acontece quando o então Príncipe-Regente, D. Pedro, estava no Rio Ipiranga que estava indo até a Capitânia de Minas Gerais, passando pelo rio, ele recebe a notícia que Portugal queria rebaixar o título de Brasil, que desde 1815 era de um reino unido com Portugal, para uma colônia novamente. D. Pedro, fica revoltado ao saber da notícia, e grita "Independência ou Morte", no dia 7 de setembro de 1822. Alguns dias depois, Portugal declara guerra ao Brasil, assim começando a Guerra de Independência do Brasil, que não foi tão sangrenta comparado à outras guerras de independência na América Latina, como a do México e do Haiti. Porém, ela durou 2 anos, com no final dela, no Tratado do Rio de Janeiro, em 29 de agosto de 1825, determinava que Portugal reconheceria o Brasil como independente, uma aliança luso-brasileira seria feita, onde o Brasil não poderia tentar invadir ou conquistar colônias portuguesas. Após a guerra, o Império do Brasil conseguiu uma divida de dois milhões de libras com o Império Britânico, dividas que seriam terminadas de serem pagas muito tempo depois.

### 1825-1828: Guerra da Cisplatina/Independência do Uruguai
A Guerra da Cisplatina, foi uma guerra travada entre o Império do Brasil e as Províncias Unidas do Rio da Prata pelo controle da Província Cisplatina, a guerra começou em 10 de dezembro de 1825, quando o movimento separatista chamado Trinta e Três Orientais, declaram a independência da Cisplatina, alguns meses antes. As Províncias Unidas, mandam apoio, com isso, o Brasil declara guerra as Províncias Unidas do Rio da Prata. A guerra não teve tantas batalhas grandes, os dois lados não estavam com condições de uma guerra, o Brasil, estava pagando dividas com o Reino Unido por causa de sua guerra de independência que havia acabado a menos de cinco meses. O Reino Unido então, chega como pacificador da guerra, declarando que a Cisplatina não seria nem das Províncias Unidas, nem do Império do Brasil, mas sim um país autônomo chamado Uruguai. Depois da guerra, houve pequenas invasões brasileiras ao Uruguai durante suas guerras civis na maioria dos casos.

### 1830: Independência do Equador
A Independência do Equador aconteceu ao país sair da Grã-Colômbia em 1830, teoricamente, o país é independente desde 1819 com a independência da Grã-Colômbia, porém, era unificado com a Colômbia, Venezuela e Panamá.[carece de fontes?]

### 1831: Independência da Venezuela
A Venezuela saiu da Grã-Colômbia em 1831, quando o Congresso Constituinte declarou a sua independência, se tornando um país independente a partir de então. A primeira declaração de independência da Venezuela aconteceu em 5 de julho de 1811.

## 1828-1870: fragmentação e imperialismo britânico
Durante as lutas pela independência, a intenção dos libertadores era unificar toda a América Hispânica sob uma mesma república (pan-americanismo). O plano de Bolívar para a unificação da América fracassa logo em seguida ao Congresso do Panamá, para desgosto do Libertador. A própria Nova Granada se fragmenta em Colômbia, Venezuela e, mais tarde, Equador. O Peru e o Alto Peru se separam como Peru e Bolívia (nome dado em homenagem a Bolívar).
A América Portuguesa, por outro lado, se mantém íntegra — exceto pelo extremo sul, a província Cisplatina, que ganha independência em 1828 com o nome de Uruguai. A derrota na Guerra da Cisplatina (1825-1828) ajuda a desestabilizar o reinado de Dom Pedro I.
O Império Brasileiro se firma como potência regional, intervindo nos vizinhos platinos com as guerras contra Aguirre e contra Oribe e Rosas. Internamente, o país sofre com as revoltas do período regencial e com a Guerra dos Farrapos.
O Chile enfrenta a aliança de Peru e Bolívia na Guerra do Pacífico (1879-1884), derrotando-os e ocupando território rico em minério. Nesse conflito, a Bolívia deixa de ter acesso ao mar. O país também perde território para o Brasil com a anexação do Acre, em 1903. O Peru, por outro lado, vence disputa territorial com o Equador pela Amazônia, reduzindo este país ao diminuto território no lado ocidental dos Andes.

### 1835-1845: Guerra dos Farrapos

Bandeira da República Rio-Grandense.

A Província de São Pedro do Rio Grande do Sul em 1835, estava com um sentimento revoltoso contra o Império do Brasil, os impostos da e o Período Regencial. Com isso, a Revolução Farroupilha, ou Guerra dos Farrapos começa, inicialmente sendo apenas uma revolta contra os impostos, posteriormente, em 11 de setembro 1836, é proclamada a República Rio-Grandense, com Bento Gonçalves sendo o primeiro presidente da república e com a capital na cidade de Piratini, por isso, a República Rio-Grandense também é chamada de República Piratini.[carece de fontes?] Em 24 de julho de 1839, a República Rio-Grandense invade o sul da Província de Santa Catarina, proclamando a República Juliana, com David Canabarro sendo o primeiro presidente e a capital em Laguna, porém, em 15 de novembro de 1839, a República Juliana volta a fazer parte do Brasil, durando apenas 4 meses. Entre o final de 1839 à 1845, a guerra se resumiu em perdas territoriais da República Rio-Grandense, que nunca conquistou uma grande cidade da Província de São Pedro do Rio Grande do Sul. Em 1 de março de 1845, é assinado o Tratado de Poncho Verde, onde a revolução/guerra estava acabada junto com a República Rio-Grandense, que voltaria a fazer parte do Império do Brasil novamente como Província de São Pedro do Rio Grande do Sul.

### 1836-1839: Guerra da Confederação
Enquanto a Guerra dos Farrapos acontecia no sul do continente, a Confederação Peru-Boliviana, entra em guerra com o Chile, Confederação Argentina e o Peru do Norte em 1836. Pela separação da Bolívia e o Peru. No final da guerra, em 1839, a Confederação Peru-Boliviana acaba com a separação do Peru e Bolívia.

### 1839-1951: Guerra Civil Uruguaia
A Guerra Grande, ou também conhecida como Guerra Civil Uruguaia, foi uma guerra civil no Uruguai, durou de 21 de março de 1839 à 8 de outubro de 1851. A guerra, foi pela disputa do domínio do país entre o Partido Blanco e o Partido Colorado. O Partido Colorado possuía apoio de muitos países, como o Império do Brasil, Partido Unitário, Camisas-vermelhas, Entre Rios (país), França e Reino Unido. Curiosamente, a República Rio-Grandense e a República Juliana, mesmo ainda em guerra com o Brasil há quatro anos, também apoiaram o Partido Colorado. Por outro lado, o Partido Blanco, possuía apoio da Confederação Argentina e da Trinta e Três Orientais, o mesmo movimento da Guerra da Cisplatina, o Partido Federal e Entre Rios (província). A guerra acabou após 12 anos de luta, com a vitória Colorada.

### 1851-1852: Guerra do Prata
A Guerra do Prata, foi um conflito militar que durou de 1851 à 1852, foi uma guerra travada entre Império do Brasil e Uruguai, com a ajuda da Província de Corrientes e Entre Rios, contra a Confederação Argentina. A guerra tinha como objetivo, retirar o ditador argentino, Juan Manoel de Rosas do poder. A guerra começou no dia 18 de agosto de 1851 e terminou no dia 3 de fevereiro de 1852, no final da guerra, o Brasil se consolidou como potência no Rio da Prata e o Uruguai passou por uma guerra civil em 1864. Enquanto a Confederação Argentina, passou posteriormente pela Batalha de Pavón em 1861, quando foi substituída pela República Argentina, que dura até os dias de hoje.

### 1856-1858: Guerra Civil Peruana
Enquanto guerras e guerras civis no Rio da Prata aconteciam, o Peru entra em guerra civil em 1856, após a Revolução Liberal em 1854. Entre os Conservadores, que foram vitoriosos no conflito, e os Liberais, que perderam a guerra. A guerra civil acabou em 1858.

### 1864-1865: Guerra do Uruguai
Mesmo após perder a Guerra Civil Uruguaia, o Partido Blanco queria vingança contra o Partido Colorado, então a Guerra do Uruguai começa em 10 de agosto de 1864, e terminou em 20 de fevereiro de 1865. O Brasil e a Argentina apoiavam o Partido Colorado, inclusive o Brasil invadiu o Uruguai para acabar com a guerra mais rapidamente. Em contra partida, tinha o Partido Blanco, apoiado pelo Paraguai, a invasão brasileira ao Uruguai foi um dos motivos usados por Francisco Solano López para atacar o Brasil na Guerra do Paraguai.[carece de fontes?]

### 1864-1870: Guerra do Paraguai

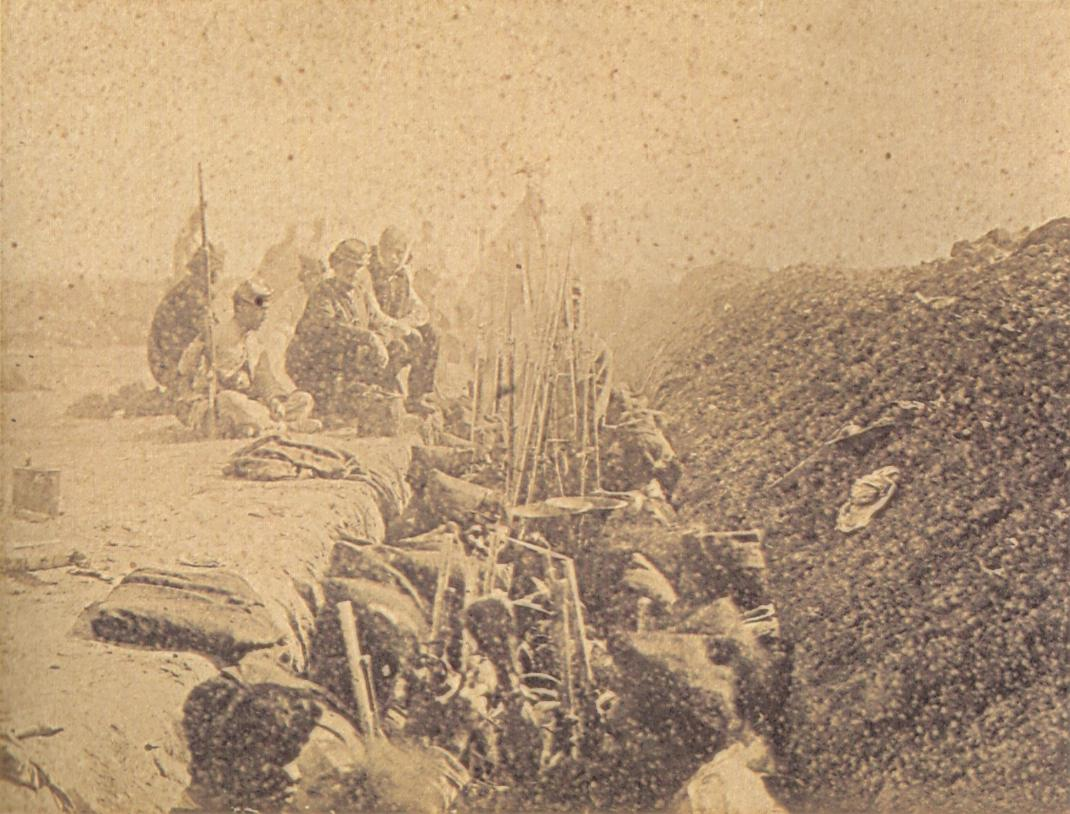
Foto tirada durante a Batalha de Tuiuti.

A Guerra do Paraguai, foi um conflito militar que durou de 1864 à 1870, foi a maior guerra da América do Sul e da América Latina. O Paraguai nesta época, era uma ditadura liderada pelo presidente vitalício (De jure) ou ditador (De facto), Francisco Solano López. O Paraguai havia muitas reivindicações territoriais com seus vizinhos, principalmente com o Império do Brasil e a Argentina. O Paraguai estava cada vez mais se desenvolvendo e melhorando seu exército, então em dezembro de 1864, o Paraguai invade a Província do Mato Grosso no Brasil, posteriormente declarando guerra ao Brasil em 27 de dezembro do mesmo ano, posteriormente invadindo a Província de Corrientes na Argentina. Em 1 de maio de 1865, Império do Brasil, Argentina e Uruguai assinam, o Tratado da Tríplice Aliança contra o Paraguai. Em junho de 1865, o Paraguai invade o Rio da Prata na Província do Rio Grande do Sul, parando na cidade de Uruguaiana. Após isso, a Triplice Aliança consegue fazer uma grande ofensiva contra os paraguaios em Corrientes, quase reconquistando toda a província. Em 24 de maio de 1866, o Paraguai faz um contra-ataque em Tuiuti, região paraguaia invadida pela Triplice Aliança, iniciando a Batalha de Tuiuti, a maior batalha da guerra e de toda a América do Sul, podendo ter causado a morte de até 15 mil soldados . Entre 1866 à 1870, a guerra se resumiu em Solano López fugindo ao norte do Paraguai e recusando a rendição. Em dezembro de 1868, acontece a Dezembrada, onde a Triplice Aliança consegue dominar todo o sudoeste do Paraguai, nas batalhas de Itororó, Batalha de Avaí, Batalha de Lomas Valentinas e a Batalha de Angostura, além de destruir o exército paraguaio. Em primeiro de janeiro de 1869, o Brasil consegue o controle da capital Assunção. No dia 1 de março de 1870, Solano López é morto por um soldado brasileiro enquanto estava sendo capturado, a morte de López marca o fim da Guerra do Paraguai. Nos tratados de paz, o Paraguai perdeu as suas disputas territoriais com o Brasil e Argentina, com exceção do Chaco, que foi reivindicado até 1935 com a Guerra do Chaco, com a vitória paraguaia. O Paraguai perdeu cerca de um terço de sua população, sendo a maioria das mortes sendo homens e soldados. O Brasil pagou uma divida e o imperador, D. Pedro II, perdeu o respeito que tinha com o exercito imperial , em 15 de Novembro de 1889, um golpe republicano aconteceria acabando com o Império do Brasil e instaurando uma república.

### 1866-1867: guerra hispano–sul-americana
Ao mesmo tempo que ocorria a Guerra do Paraguai, o Chile, Peru, Equador e Bolívia se aliavam para uma guerra contra a Espanha na guerra hispano–sul-americana. Foi uma guerra naval que causou 900 mortes.

## 1870-1930: caudilhismo
A partir da década de 1870, o continente viveu uma onda de governos autoritários e nacionalistas, liderados por figuras típicas da política latino-americana chamados de "caudilhos". A maioria governava com apoio das forças armadas e se manteve no poder por vários anos com dispositivos extra-constitucionais (golpes de Estado, cancelamento de eleições, presidências vitalícias, entre outros). Alguns deles foram:
- Bartolomé Mitre
- Juan Vicente Gómez na Venezuela
- Manuel Montt e Jorge Montt no Chile
- Augusto Leguía y Salcedo no Peru

Houve caudilhos tanto de caráter reformista quanto conservador. Alguns promoveram modernização econômica dando voz às classes urbanas, outros se voltaram para as classes tradicionais agrárias. De forma geral, a onda autoritária durou até a ascensão da burguesia industrial, na década de 1930.

### 1860-1862: Reino da Araucânia e Patagônia

Bandeira do Reino da Araucânia e Patagônia.

O Reino da Araucânia e Patagônia, foi um país auto-proclamado pelo francês Orélie-Antoine de Tounens, de 1860 à 1862, proclamado Antoine I da Araucânia e Patagônia. Seu reinado foi de 17 de novembro de 1860 a até 17 de novembro de 1878. O Reino da Araucânia e Patagônia reside onde hoje é a região da Patagônia, principalmente a Patagônia argentina e um pedaço do Chile. O reino deixou de existir quando Antoine I foi preso pelas autoridades chilenas e levado a França novamente, algum tempo depois, voltou ilegalmente e o Reino da Patagônia e Araucânia estava de volta, até que ele foi preso novamente e levado novamente a França, onde ficou até o fim de sua vida.

### 1879: Campanha do Deserto
A Campanha do Deserto foi a conquista da parte argentina da Patagônia, começou em 1879 e terminou em mesmo ano. A Campanha do Deserto interferiu na vida das tribos Mapuches que viviam na região, pois após a conquista da Argentina, muitos foram mortos e massacrados pelo exército argentino. Algum tempo depois, o Chile também pegou territórios da Patagônia.

### 1879-1883: Guerra do Pacífico (Século XIX)

Mapa da Guerra do Pacífico

A Guerra do Pacífico (Século XIX, para não confundir com a Guerra do Pacífico da Segunda Guerra Mundial), começou em 5 de fevereiro de 1879 e durou até 20 de outubro de 1883, foi uma guerra travada entre a Bolívia e Peru, contra o Chile, pelo domínio do Deserto do Atacama. Ela aconteceu quando o Chile invadiu a cidade de Antofagasta, na Bolívia, após a Bolívia aumentar muito os impostos de companhias chilenas na região, a Bolívia e o Peru, alguns anos antes, haviam feito um acordo secreto chamado de Tratado de Aliança Defensiva em 1873, onde era um tratado defensivo do Peru e a Bolívia. Voltando a guerra, acontecem várias batalhas navais entre Chile, Peru e Bolívia. Em janeiro de 1881, o Exército chileno marchou até Lima, capital do Peru. Após isso, o Peru tentou mostrar resistência, mas em 20 de outubro de 1883,[carece de fontes?] o Peru se rende no Tratado de Ancón, dando fim a guerra. No tratado de paz, a Bolívia perde seu acesso ao mar para o Chile, e o Chile anexa uma parte ao extremo sul do Peru, algumas partes do norte do Chile foram devolvidas ao Peru, anos mais tarde, também fazendo o Tratado de Paz e amizade de 1904 entre o Chile e Bolívia, assinado em 20 de outubro de 1904, no qual era assinado a paz entre os dois países e a Bolívia perderia seu território marítimo no Deserto do Atacama ao Chile.

### 1889: Golpe da República no Brasil

Primeira bandeira dos Estados Unidos do Brasil, utilizada de 15 de novembro à 19 de novembro de 1889.

Em 15 de novembro de 1889, o marechal Deodoro da Fonseca, junto à Benjamin Constant, foi até onde hoje se localiza a Câmara Municipal do Rio de Janeiro, e lá gritou "Viva a República". Porém, estudos recentes indicam que na verdade, Deodoro disse "Viva a Vossa Majestade", e não tinha intenções de declarar a república, mas sim de retirar o ministro Visconde de Ouro Preto do poder. Mas embora tudo isso, a república foi proclamada no Brasil, no dia 17 de novembro do mesmo ano, as 3 horas, o ex-imperador do Brasil, D. Pedro II e a família imperial brasileira declararam exílio em Paris, França. Após a proclamação da república no Brasil, o país passou pela República da Espada, também sendo uma Ditadura Militar.
Em 3 de setembro de 1920, no Governo Epitácio Pessoa, a Lei do Banimento foi revogada pelo decreto n° 4 120. Após isso, a Dinastia de Órleans e Bragança puderam voltar ao Brasil, possuindo membros da família presentes no país até os dias de hoje, sendo atualmente sendo seu pretendente, Bertrand de Órleans e Bragança.

### 1891: Guerra Civil Chilena

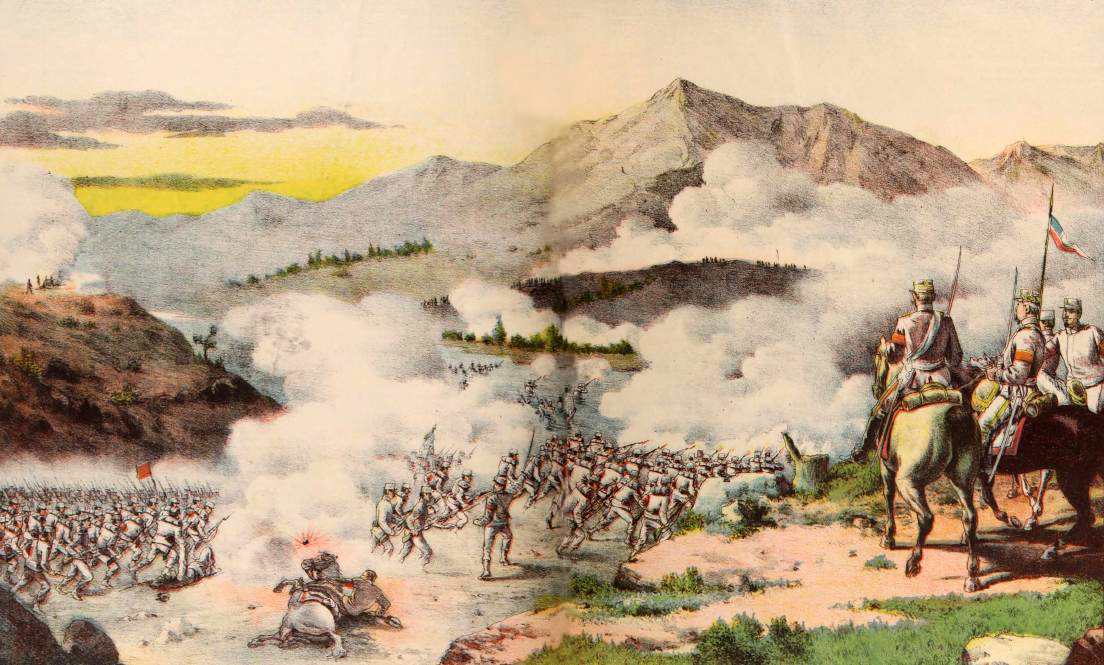
Batalha de Concon em 21 de agosto de 1891.

A Guerra Civil Chilena de 1891, também conhecida como Revolução de 1891. Foi uma guerra civil que aconteceu no Chile que começou em 12 de abril de 1891, entre as forças apoiando o Congresso e o então presidente chileno José Manuel Balmaceda. Houve uma série de disputas entre o poder executivo e legislativos pela discussão sobre o Orçamento de Estado em 1891. Então o Exército chileno foi dividido, com a Armada Chilena apoiando o Congresso. Após várias batalhas, os congressistas ganham a guerra, marcando o fim da República Liberal e início da Era Parlamentar no Chile.[carece de fontes?]

### 1899-1902: Guerra dos Mil Dias
A Guerra dos Mil Dias foi uma guerra civil na Colômbia e no Panamá que era parte da Colômbia na época, ela durou de 17 de outubro de 1899 e foi até 21 de novembro de 1902. Que devastou a Colômbia e o Panamá. No final da guerra, o Panamá consegue ficar independente da Colômbia um ano depois, e os Conservadores ganharam a guerra. A guerra foi entre o Partido Conservador e o Governo nacionalista, contra o Partido Liberal.

### 1899-1903: Guerra do Acre
A Guerra do Acre foi uma disputa territorial entre o Brasil, Bolívia e Peru sobre o território do Acre, durou de 14 de julho de 1899 até 1903. O Peru nunca se importou muito com a guerra, a Guerra do Acre ficou apenas entre o Brasil e a Bolívia, possuindo vitória brasileira e anexando o Acre como um território. Em junho de 1952, o Acre se torna um estado brasileiro. Durante a guerra, o Acre se transformou em uma república independente, a República do Acre, porém, não foi reconhecido por nenhum país e comprado por 2 milhões de libras esterlinas pelo Brasil em 1903.

### 1903: Independência do Panamá
A Independência do Panamá aconteceu em 3 de novembro de 1903, quando o Departamento do Panamá se separou da Colômbia, virando a República do Panamá. A independência do país foi fortemente apoiada pelos Estados Unidos, que queriam construir um canal que ligasse o Oceano Pacífico com o Oceano Atlântico, canal esse que seria o Canal do Panamá.

### 1911-1912: Guerra Civil Paraguaia
A Guerra Civil Paraguaia de 1911, foi uma guerra civil no Paraguai, que durou de 15 de julho de 1911 à 11 de maio de 1912. Entre o Governo Paraguaio contra membros rebeldes do Partido Liberal, liderados por Eduardo Schaerer. A guerra teve a vitória rebelde com Eduardo Schaerer assumindo a presidência do Paraguai.

### 1917-1918: Participação sul-americana na Primeira Guerra Mundial
Durante a Primeira Guerra Mundial, o Brasil foi o único país a declarar guerra ao Império Alemão e a Triplice Aliança. A participação do Brasil na guerra foi bem pouca, eles mandaram médicos para a França e patrulharam os mares, porém em uma patrulha no Estreito de Gibraltar, um brasileiro achou que viu um submarino imperial alemão, pegou a metralhadora e atirou no suposto submarino, ao perceber que a água começou a ficar vermelha, descobriu que havia matado um grupo de Toninhas, esta é a Batalha das Toninhas.

### 1922-1923: Guerra Civil Paraguaia
A Guerra Civil Paraguaia de 1922, foi uma guerra civil no Paraguai, durou de 27 de maio de 1922 à 10 de julho de 1923. Que aconteceu entre os Gondristas, apoiadores do ex-presidente paraguaio Manuel Gondra, e os Schaereristas, apoiadores de Eduardo Schaerer. A guerra teve a vitória dos Gondristas.

### 1929: Grande Depressão
A Grande Depressão de 1929 atrapalhou muito a economia dos países sul-americanos, principalmente o Paraguai, que mesmo em 1929, ainda estava se recuperando da Guerra do Paraguai. A Grande Depressão também foi um dos motivos para a Revolução de 1930 no Brasil, um ano depois.[carece de fontes?]

## 1930-1954: populismo e imperialismo dos EUA
Os anos 1930 na América do Sul começaram sob o forte impacto da crise de 1929 e da Grande Depressão que se seguiu nos Estados Unidos da América, provocando consequências diretas nos países sul-americanos que tinham nos EUA o principal comprador de seus produtos e matérias-primas. Isso impulsionou a ascensão de regimes populistas e representantes da nova burguesia industrial, como os de Getúlio Vargas no Brasil e Juan Perón na Argentina. Entre 1932 e 1935, é travada a Guerra do Chaco, entre Bolívia e Paraguai, por campos de petróleo que se provaram inexistentes.
A suspeita de aproximação e o receio de alinhamento de alguns destes ditadores com as potências do Eixo, antes e durante a Segunda Guerra Mundial, levam o governo dos EUA (sob Franklin Roosevelt e Harry Truman) a criarem e implementarem a Política da Boa Vizinhança para o continente, destinada a aumentar a influência econômica e cultural norte-americana sobre a América do Sul. É dentro desta política que são realizados investimentos como a construção da Companhia Siderúrgica Nacional no Brasil e as visitas de Orson Welles e Walt Disney a alguns países do continente, produzindo filmes como É tudo verdade, Alô, amigos e Você já foi à Bahia?. No mesmo contexto, Carmen Miranda é levada para atuar em Hollywood, criando no imaginário dos EUA um estereótipo sul-americano que perdura até hoje.

### 1930: Revolução de 1930 (Brasil)
Durante toda a Primeira República Brasileira (1894-1930), ela passou a ser liderada por Paulistas e Mineiros, o período chamado de Café com Leite, sempre quando um presidente saia de seu posto cujo sujeiro era Paulista, por exemplo, entrava um Mineiro em seu lugar, e visse versa. A revolução começou por várias razões político-econômicas, como a Crise de 1929 e o Assassinato de João Pessoa. Getúlio Vargas, político e gaúcho famoso no Rio Grande do Sul, possuía João Pessoa como seu vice e em outubro de 1930, a revolução é vencida pelos gaúchos e Getúlio Vargas se torna o 14° presidente do Brasil e declara o Estado Novo em 1937, ou também chamada de Terceira República Brasileira.[carece de fontes?]

### 1932-1935: Guerra do Chaco
A Guerra do Chaco, foi travada entre Bolívia e Paraguai pelo domínio da região do Chaco, na época, disputado pela Bolívia, Paraguai e Argentina. Na época, se pensava que havia petróleo na região, isso intensificou ainda mais o comércio de ambos os países na região, principalmente pelo Paraguai, que mesmo em 1932, ainda estava se recuperando da Guerra do Paraguai. A guerra começou em 9 de setembro de 1932, quando o Paraguai declara guerra à Bolívia. O Paraguai estava com 100 mil soldados a menos do que os da Bolívia, mas mesmo assim, conseguiu invadir e conquistar cada vez mais territórios do Chaco. Em 1935, é assinado os termos de paz por pressão americana, no qual o Paraguai ficaria com grande parte do Chaco, a Bolívia ficaria com uma pequena parte. Há alguns anos antes, a Bolívia havia perdido duas guerras, uma para o Brasil, na Guerra do Acre, e outra para o Chile, na Guerra do Pacífico. Com isso tudo, a Bolívia recebeu o apelido de "Saco de pancada da América do Sul" na época.

### 1942-1945: Participação Sul-americana na Segunda Guerra Mundial
Em toda a Segunda Guerra Mundial, apenas o Brasil foi o único país sul-americano a mandar soldados para lutar na Segunda Guerra Mundial, os outros países como Bolívia e Uruguai, declararam guerra ao Eixo por questões diplomáticas. A participação do Brasil na guerra levou a criação da Força Aérea Brasileira e a história de três soldados brasileiros que mataram mais de cem inimigos na Itália.

### 1947: Guerra Civil Paraguaia
A Guerra Civil Paraguaia de 1947, ou Revolução dos pynandí, começou em 7 de março de 1947 e durou até 20 de agosto do mesmo ano. A guerra foi entre o Partido Comunista Paraguaio e o Partido Liberal, apoiados pelos Estados Unidos e Argentina, contra a ditadura de Higinio Morínigo. No final da guerra, Higinio Morínigo sai do poder e entra Alfredo Strossner como um novo ditador no Paraguai.

## 1954-1990: ciclos militares

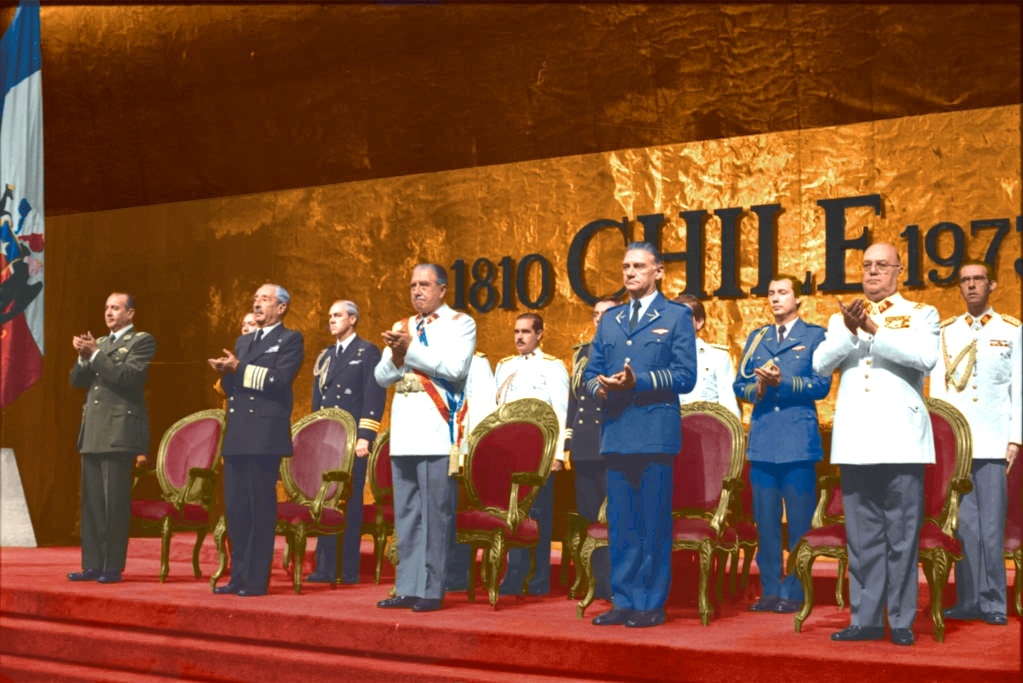
A Junta Militar do Chile, presidida por Augusto Pinochet, é um dos regimes mais emblemáticos deste período.

Durante a Guerra Fria, o anticomunismo dos EUA fez-se sentir na região. De 1946 a 1984, os Estados Unidos mantiveram no Panamá a Escola das Américas. A finalidade deste órgão era formar lideranças militares pró-EUA. Vários futuros ditadores latino-americanos foram alunos desta instituição, entre eles o ditador do Panamá Manuel Noriega, e Leopoldo Galtieri, líder da Junta Militar da Argentina. A partir de 1954, os serviços de inteligência norte-americanos participaram de golpes de estado contra governos latino-americanos. Após a Revolução cubana, o receio de que o comunismo se espalhasse pelas Américas cresceu muito. Governos simpáticos ao comunismo ou democraticamente eleitos, mas contrários aos interesses políticos e econômicos dos EUA foram removidos do poder.
Em 1961, o presidente Kennedy criou a Aliança para o Progresso, para abrandar as tensões sociais e auxiliar no desenvolvimento econômico das nações latino-americanas. Este programa ofereceu ajuda técnica e econômica a vários países. Com isto, pretendia-se afastar a possibilidade das nações da América Latina alinharem-se com o bloco soviético. Mas, como programa não alcançou os resultados esperados, foi extinto em 1969 pelo presidente Richard Nixon.
Golpes de Estado ocorridos na América do Sul neste período:
- 1954: Paraguai - Alfredo Stroessner assume à força o governo paraguaio e fica no poder até 1989.
- 1964: Intervenção de Estado no Brasil: João Goulart foi deposto por uma revolta militar e exilou-se no Uruguai.
- 1973: Golpe de Estado no Chile: em 11 de Setembro de 1973, uma rebelião militar liderada por Augusto Pinochet e apoiada pelos EUA, depôs o presidente socialista Salvador Allende apoiado por Cuba.

De 1954 a 1976, praticamente todo o continente mergulhou em regimes militares, comandados por Alfredo Stroessner no Paraguai, Augusto Pinochet no Chile, Hugo Bánzer na Bolívia, Leopoldo Galtieri na Argentina, e pelos cinco marechais e generais brasileiros (Castelo Branco, Costa e Silva, Médici, Geisel e Figueiredo). Vários destes governos colaboraram na Operação Condor.
As ditaduras são enfrentadas por movimentos guerrilheiros de esquerda, como o MR-8 e a ALN, no Brasil, os Tupamaros no Uruguai, a Mano Negra na Argentina, e o Sendero Luminoso e o MRTA no Peru. Na Colômbia, embora não esteja sob ditadura, as FARC e o ELN inciam uma guerra civil que dura quatro décadas e tomam controle sobre considerável parte do país.

### 1966: Independência da Guiana
A Guiana Britânica declarou sua independência do Império Britânico em 26 de maio de 1966, assim renomeando o nome do país para apenas Guiana, pelo Congresso da Guiana.[carece de fontes?]

### 1975: Independência do Suriname
A Guiana Neerlandesa declarou sua independência do Império Holandês em 25 de novembro de 1975, trocando o nome do país para Suriname, em homenagem a um povo indígena que habitava a região.

### 1982: Guerra de Paquisha
A Guerra de Paquisha foi um conflito fronteiriço entre o Peru e Equador que durou de janeiro de 1982 à fevereiro de 1982, foi parte do Conflito Peru-Equador e teve a vitória do Peru.

### 1982: Guerra das Malvinas
A Guerra das Malvinas foi uma guerra travada entre a Argentina e o Reino Unido para a posse das ilhas Malvinas, começou em 2 de abril de 1982 e durou até 14 de junho de mesmo ano, que foram reivindicadas por ambos há séculos. A guerra foi vencida pelos britânicos.

### 1995: Guerra de Cenepa
Assim como a Guerra de Paquisha, a Guerra de Cenepa também foi uma guerra de fronteiras entre Peru e Equador, ela aconteceu em 26 de janeiro de 1995 e durou até 28 de fevereiro de 1995. No final da guerra, é delimitado 78 km de fronteira em disputa, sendo baseado no Protocolo do Rio de Janeiro de 1942. Foi a última guerra do continente desde então.

## 1983-1999: Redemocratização e experiências neoliberais
O primeiro ciclo de redemocratização, a partir da metade da década de 1980, foi liderado por Raúl Alfonsín na Argentina, Patricio Aylwin no Chile, Alan García no Peru e Tancredo Neves e José Sarney no Brasil.
Num segundo momento, seus sucessores implementam reformas neoliberais seguindo as orientações do Fundo Monetário Internacional e do Consenso de Washington. A América do Sul vira um grande laboratório para as experiências neoliberais. Carlos Menem na Argentina, Eduardo Frey no Chile, Alberto Fujimori no Peru (que dá um golpe de Estado civil e fica no poder por 10 anos), e Collor de Melo e Fernando Henrique Cardoso no Brasil privatizam as empresas públicas, reduzem gastos sociais e abrem suas economias a investimentos externos, principalmente à especulação financeira. Em quase todos os casos, um surto de crescimento e importação é seguido por forte recessão econômica, queda da produtividade e desemprego, com empobrecimento da classe média.
A proposta de integração latino-americana é retomada no campo econômico, com a abolição gradual de barreiras alfandegárias e propostas para uniões monetárias. A Comunidade Andina de Nações (CAN) é fortalecida com a adesão de Venezuela, Colômbia, Peru, Bolívia e Equador enquanto, no Cone Sul, forma-se o Mercado Comum do Sul (Mercosul), com Brasil, Argentina, Paraguai e Uruguai. O Chile participa como observador em ambos os grupos, mas acaba se aproveitando de relações comerciais próximas com os EUA e a Ásia.

## 1999-década de 2010: "Guinada à Esquerda"

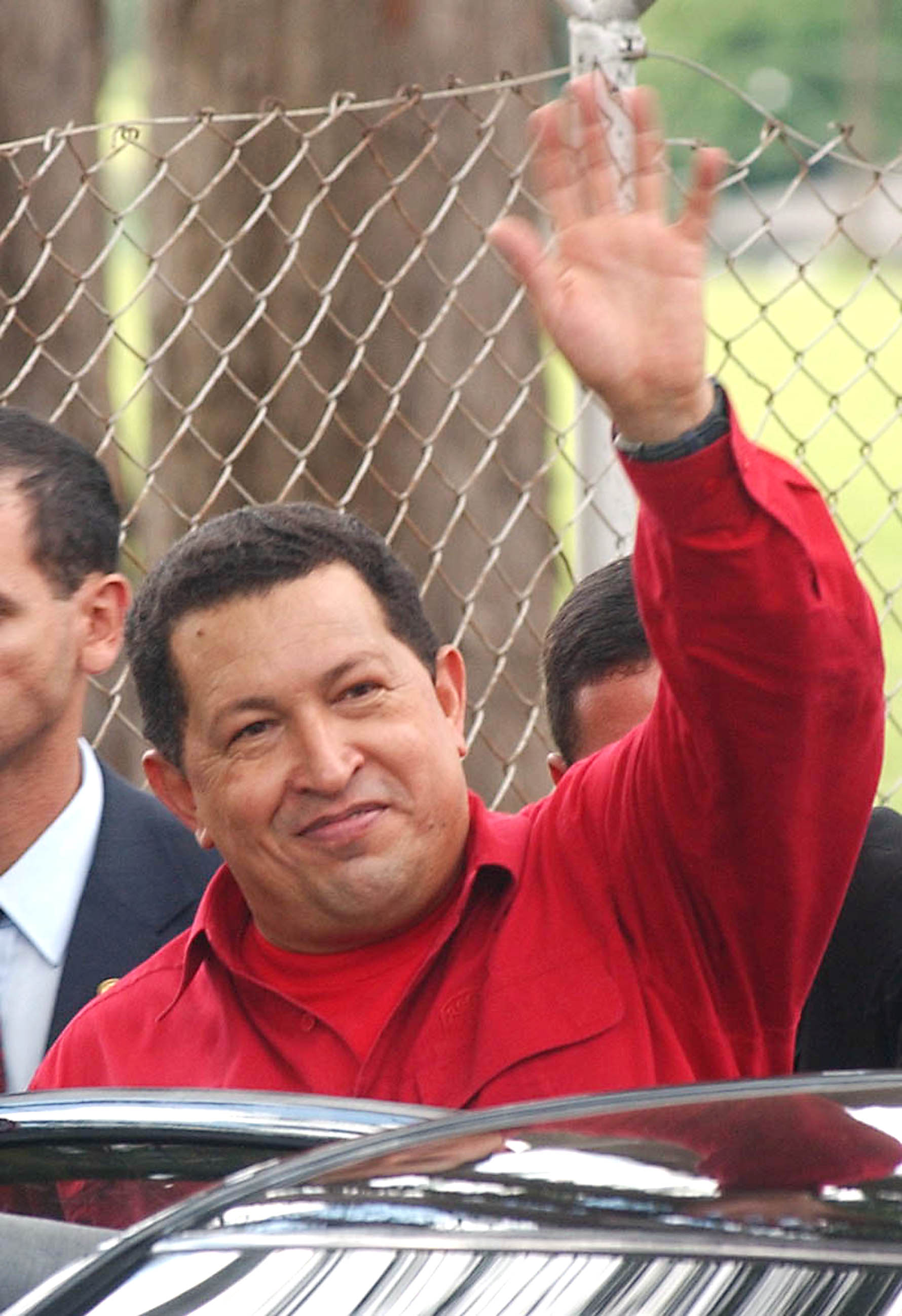
A eleição de Chávez à presidência da Venezuela deu início ao fenômeno conhecido como "Guinada à Esquerda".

A partir do final da década de 1990, com as crises econômicas e sociais resultantes das políticas neoliberais (privatizações de empresas estatais, corte de gastos públicos, desregulamentação de serviços, fim de benefícios trabalhistas), os governos de direita vão perdendo popularidade e começa uma sequência de eleições de governos de centro-esquerda:

### 1999-presente: Revolução Bolivariana
A Revolução Bolivariana foi uma revolução bolivarianista na Venezuela, que aconteceu de 2 de fevereiro de 1999 e dura até hoje. A revolução foi liderada pelo ex-presidente venezuelano Hugo Chávez, hoje em dia, a Revolução Bolivariana é considerada fundadora do Chavismo e do Bolivarianismo do século XXI.
- 1999 – Bharrat Jagdeo na Guiana
- 1999 – Hugo Chávez na Venezuela
- 2000 – Ricardo Lagos no Chile
- 2000 – Ronald Venetiaan no Suriname
- 2003 – Lucio Gutiérrez no Equador
- 2003 – Luiz Inácio Lula da Silva no Brasil
- 2003 – Néstor Kirchner na Argentina
- 2005 – Tabaré Vázquez no Uruguai
- 2006 – Alan García no Peru
- 2006 – Evo Morales na Bolívia
- 2006 – Michelle Bachelet no Chile
- 2007 – Cristina Kirchner na Argentina
- 2007 – Rafael Correa no Equador
- 2008 – Fernando Lugo no Paraguai
- 2009 – José Mujica no Uruguai
- 2010 – Dési Bouterse no Suriname
- 2011 – Dilma Rousseff no Brasil
- 2011 – Ollanta Humala no Peru

O fenômeno é chamado de "Guinada à Esquerda" e inclui tanto lideranças que se notabilizam pelo populismo (como o venezuelano Chávez e o boliviano Morales) quanto moderados (como o brasileiro Lula e o uruguaio Vázquez). A preterida proposta, lançada pelos EUA, de uma Área de Livre Comércio das Américas (ALCA), é contraposta pela Alternativa Bolivariana para as Américas (ALBA), lançada por Chávez com o apoio do ditador cubano Fidel Castro. Na mesma época, o continente sedia cinco edições do Fórum Social Mundial, evento de caráter antineoliberal que reúne lideranças em defesa dos direitos humanos, centrais sindicais, ONGs e partidos de esquerda de todo o mundo.
Na Colômbia as lideranças de esquerda são associada ao grupo guerrilheiro FARCs pela opinião pública e o combate a este é bem visto pela maioria da população, fazendo do presidente de centro-direita Álvaro Uribe um dos mais bem avaliados da América do Sul, perdendo apenas para Lula e Bachelet de acordo com a última pesquisa do instituto Latinobarómetro. O governo Uribe é atualmente um dos poucos aliados fiéis dos EUA na região.
Foi sobre os governos da "Guinada" que surgiu recentemente, com o propósito de evitar intervenções estadunidenses na região, a União de Nações Sul-Americanas (UNASUL), uma proposta inédita de integração regional que reúne todos os países do continente. Após a criação da UNASUL, alguns comentaristas políticos estadunidenses publicaram artigos mostrando preocupação com a crescente perda de hegemonia política dos EUA na região. O mais notável foi "Como os EUA perdeu a América Latina" de Joshua Sperber do blog Counterpunch.

## Década de 2010-2022: Onda conservadora
O fenômeno da guinada à esquerda começou a arrefecer em meados da década de 2010, quando se viu uma queda de popularidade dos governos progressistas, dando margem a uma onda conservadora. Este novo fenômeno foi percebido com a vitória de Mauricio Macri para a presidência da Argentina, o impeachment de Dilma Rousseff no Brasil, destituição de Fernando Lugo no Paraguai, a vitória de Jair Bolsonaro para a Eleição de 2018 para presidente do Brasil, entre outros.

## 2022-atualidade: Lula III, Milei, 8 de janeiro, Guiana Essequiba e Eleição na Venezuela

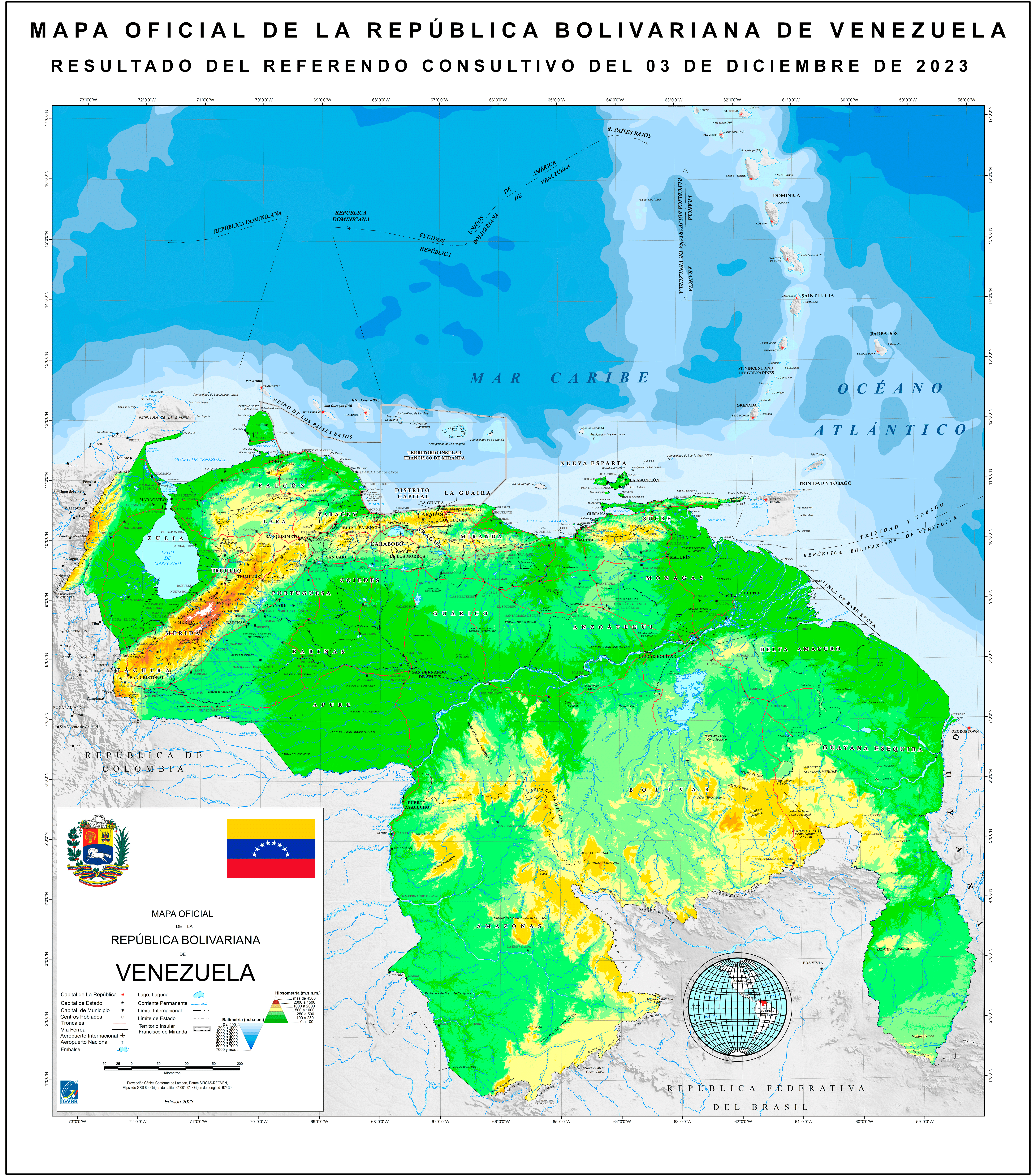
Mapa apresentado por Maduro em 2023, onde a Guiana Essequiba se apresenta como um estado da Venezuela.

Após Lula ser solto da prisão em 8 de novembro de 2019, e elegível em 2021, Lula se candidata a presidência do Brasil em 2022, ganhando a Eleição de 2022 para presidente do Brasil. Em 8 de janeiro de 2023, acontece o chamado Intentona bolsonarista, ou simplesmente 8 de janeiro efetuado por bolsonaristas, possuiam o intuito de instaurar um golpe militar contra o Governo Lula III e restabelecer o ex-presidente Jair Bolsonaro como presidente. Em 2023, Javier Milei se torna o 52° presidente da Argentina, recebendo várias criticas sobre o Governo Javier Milei. Em dezembro de 2023, Nicolás Maduro, presidente da Venezuela voltou com a discussão da disputa territorial de Essequibo, com a Guiana, no final de 2023, Nicolás Maduro declarou a região de Essequibo como um novo estado da Venezuela, apresentando um novo mapa da Venezuela com Essequibo como um novo estado, porém, nenhum país do mundo reconheceu esse novo estado venezuelano como legítmo. Em 2024, começa as eleições para presidência na Venezuela, entre o já então presidente, Nicolás Maduro e o diplomata Edmundo González Urrutia, as eleições vencidas por Maduro causaram uma grande revolta popular e entre países, que consideram a vitória de Maduro foi ganha após uma fraude eleitoral, e que González havia vencido as eleições, mas os votos sendo alterados, considerando Maduro como um ditador.